# Joseph Fourier
Jean-Baptiste Joseph Fourier, francoski fizik in matematik, * 21. marec 1768, Auxerre, Burgundija, Francija, † 16. maj 1830, Pariz, Francija.
Fourier je najbolj znan po raziskavah zaporedja, ki se po njem imenuje Fourierovo zaporedje, in njegovo uporabo pri modeliranju toplotnega toka. Iz njega izhaja Fourierova analiza, panoga matematike, ki se ukvarja s preučevanjem funkcij z razbitjem na enostavnejše trigonometrične funkcije.
Pripisujejo mu tudi odkritje, da so za višanje temperature zemeljskega površja odgovorni plini v ozračju (t. i. učinek tople grede), ki ga je objavil leta 1824.

## Biografija
Fourier se je rodil v Auxerru (danes v departmaju Yonne v Franciji). Fourierov oče je bil krojač, ki se je po smrti prve žene znova poročil.. Pri devetih letih je izgubil mater nato pa še očeta, bil je deveti od dvanajstih otrok. Fourierja so priporočili Auxerrskemu škofu in tako se je začel izobraževati v Benediktinskem redu samostana svetega Marka. Rad bi postal častnik, pa so ga odklonili iz neznanih razlogov. Postati častnik v vojaškem znanstvenem korpusu je bil rezerviran za tiste dobrega rodu, zato je sprejel  mesto predavatelja matematike v vojski. 
Medtem je izbruhnila revolucija in v svojem okrožju se je zanjo vidno zavzemal, saj se je pridružil revolucionarnem odboru v svojem kraju. Med obdobjem terorja Jakobinske diktature je bil kratek čas zaprt. Robespierre je prošnjo za pomilostitev odbil, vendar so na njegovo srečo Robespierra strmoglavili, kar je rešilo Fouriera. Leta 1795 so ga poslali na École Normale kot učenca. Šola naj bi delovala po novih načelih in naj bi izobraževala bodoče učitelje.. Šola je istega leta prenehala delovati, zato je začel poučevati na École Polytechnique. Dve leti kasneje je nasledil Lagrangea na katedri za analizo in mehaniko.
Fourier je leta 1798 kot znanstveni svetovalec spremljal Napoleona Bonaparta na njegovi egipčanski ekspediciji in bil imenovan za sekretarja na Institut d'Égypte. Prispeval je več matematičnih dokumentov za Egipčanski inštitut (imenovan tudi Kairski inštitut), ki ga je Napoleon ustanovil v Kairu, da bi oslabil britanski vpliv na Vzhodu. Po britanskih zmagah in kapitulaciji Francozov pod generalom Menoujem leta 1801 se je Fourier vrnil v Francijo.

Leta 1801 je Napoleon imenoval Fouriera za prefekta (guvernerja) departmaja Isère v Grenoblu, kjer je nadziral gradnjo cest in druge projekte. Vendar se je Fourier pred tem vrnil domov z Napoleonove odprave v Egipt, da bi nadaljeval svoje akademsko mesto profesorja na École Polytechnique, ko se je Napoleon odločil drugače
... perfekt Departmaja Isère je nedavno umrl, rad bi izrazil svoje zaupanje v državljana Fourierja z imenovanjem na to mesto.
Ker je bil zvest Napoleonu, je prevzel službo prefekta. V Grenoblu je začel eksperimentirati s širjenjem toplote. Svoj prispevek O širjenju toplote v trdnih telesih je predstavil pariškemu inštitutu 21. decembra 1807. Sodeloval je tudi pri monumentalnem Description de l'Égypte.
Leta 1822 je Fourier nasledil Jeana Baptista Josepha Delambreja kot stalni sekretar Francoske akademije znanosti. Leta 1830 je bil izvoljen za tujega člana Kraljeve švedske akademije znanosti.

Leta 1830 je njegovo zdravje opešalo:
Fourier je v Egiptu in Grenoblu že doživel nekaj napadov srčne anevrizme. V Parizu je že bilo jasno kaj je glavni vzrok pogostega dušenja, ki ga je doživljal. Vendar pa je padec, ki ga je utrpel 4. maja 1830, medtem ko se je spuščal po stopnicah, bolezen poslabšal.
Kmalu po tem dogodku je 16. maja 1830 umrl v svoji postelji.
Fourier je bil pokopan na pokopališču Père Lachaise v Parizu, grobnici, okrašeni z egipčanskim motivom, ki odraža njegov položaj sekretarja kairskega inštituta. Njegovo ime je eno od 72 imen, izpisanih na Eifflovem stolpu.

## Analitična teorija toplote in Fourierove vrste
Leta 1822 je Fourier objavil svoje delo o prenosu toplote v Théorie analytique de la chaleur (Analitična teorija toplote), v katerem je svoje razmišljanje utemeljil na Newtonovem zakonu ohlajanja, in sicer, da je prenos toplote med dvema sosednjima molekulama sorazmeren z izjemno majhno razliko med njunima temperaturama. To knjigo je  z uredniškimi 'popravki' 56 let kasneje v angleščino prevedel Freeman (1878). Knjigo je s številnimi uredniškimi popravki uredil tudi Darboux in ponovno izdal v francoščini leta 1888.
To delo je vsebovalo tri pomembne prispevke, eden čisto matematični, dva pa fizikalna. Fourier je trdil, da je vsako funkcijo spremenljivke, zvezno ali nezvezno, mogoče razširiti v niz sinusoid večkratnikov spremenljivke. Čeprav ta rezultat ni pravilen brez dodatnih pogojev, je bila Fourierjeva ugotovitev, da so nekatere nezvezne funkcije vsota neskončnih nizov, preboj. Vprašanje določanja, kdaj Fourierjeva vrsta konvergira, je bilo bistvenega pomena že stoletja. Joseph-Louis Lagrange je podal posebne primere tega (napačnega) izreka in nakazal, da je metoda splošna, vendar te teme ni nadaljeval. Peter Gustav Lejeune Dirichlet je bil prvi, ki je to zadovoljivo prikazal z nekaterimi omejitvenimi pogoji. To delo predstavlja osnovo za tisto, kar je danes poznamo kot Fourierjeva transformacija.
Eden pomembnejših fizikalnih prispevkov v knjigi je bil koncept dimenzijske homogenosti v enačbah; tj. enačba je lahko formalno pravilna le, če se dimenzije ujemajo na obeh straneh enakosti; Fourier je pomembno prispeval k razsežnostni analizi. Drugi fizikalni prispevek je bil njegov predlog njegove parcialne diferencialne enačbe za prevajanje toplote. To enačbo se zdaj učijo vsi študenti matematične fizike.

## Realne ničle polinomov
Fourier ni dokončal dela o določanju in lociranju realnih ničel polinomov, uredil in objavil ga je Claude-Louis Navier leta 1831. To delo vsebuje veliko izvirnega material– zlasti Fourierjev izrek o polinomskih realnih ničlah, objavljen leta 1820. François Budan je leta 1807 in 1811 neodvisno objavil svoj izrek (znan tudi pod imenom Fourier), ki je zelo blizu Fourierovemu izreku (vsak izrek je posledica drugega). Fourierjev dokaz je tisti, ki so ga v 19. stoletju običajno podajali v učbenikih teorije enačb. Popolno rešitev problema je leta 1829 podal Jacques Charles François Sturm.

## Odkritje učinka tople grede
V dvajsetih letih 19. stoletja je Fourier izračunal, da bi moralo biti telo v velikosti Zemlje in na oddaljenosti od Sonca precej hladnejše, kot je planet v resnici, če bi ga segrevali le učinki sončnega sevanja. V člankih, objavljenih leta 1824 in 1827, je preučeval različne možne vire opazovane dodatne toplote. Medtem ko je nazadnje predlagal, da je medzvezdno sevanje morda odgovorno za velik del dodatne toplote, je Fourierjevo razmišljanje o možnosti, da bi Zemljina atmosfera lahko delovala kot nekakšen izolator, je splošno priznan kot prvi predlog tega, kar je danes znano kot učinek tople grede, čeprav ga Fourier ni nikoli tako imenoval.
V svojih člankih se je Fourier skliceval na eksperiment de Saussureja, ki je vazo obložil s potemnjeno pluto. V zamašek je vstavil več prozornih stekel, ločenih z zrakom. Opoldanska sončna svetloba je lahko vstopila preko vrha vaze skozi steklene plošče. Temperatura je postajala vedno višja v bolj notranjih predelih te naprave. Fourier je ugotovil, da lahko plini v atmosferi tvorijo stabilno pregrado, kot so to steklene plošče. Ta sklep je morda prispeval k kasnejši uporabi metafore "učinek tople grede" za označevanje procesov, ki določajo atmosferske temperature. Fourier je zapisal, da dejanski mehanizmi, ki določajo temperature atmosfere, vključujejo konvekcijo, kar ni bilo prisotno v de Saussurejevi eksperimentalni napravi.

## Dela
- »Sur l'usage du théorème de Descartes dans la recherche des limites des racines«. Bulletin des Sciences, Par la Société Philomatique de Paris: 156–165. 1820.
- Théorie analytique de la chaleur (v francoščini). Paris: Firmin Didot Père et Fils. 1822. OCLC 2688081.
  - Théorie analitique de la chaleur (v francoščini). Zv. 1. Paris: Gauthier-Villars. 1888.
- »Remarques Générales Sur Les Températures Du Globe Terrestre Et Des Espaces Planétaires«. Annales de Chimie et de Physique. 27: 136–167. 1824a.
- Gay-Lussac, Joseph Louis; Arago, François, ur. (1824b). »Resume theorique des Proprietes de la chaleur rayonette«. Annales de Chimie et de Physique. Paris. 27: 236–281.
- Mémoire sur la température du globe terrestre et des espaces planétaires. Zv. 7. Mémoires de l'Académie Royale des Sciences. 1827a. str. 569–604. Translation by W M Connolley
- Mémoire sur la distinction des racines imaginaires, et sur l'application des théorèmes d'analyse algébrique aux équations transcendantes qui dépendant de la théorie de la chaleur. Zv. 7. Memoirs of the Royal Academy of Sciences of the Institut de France. 1827b. str. 605–624.
- Analyse des équations déterminées. Zv. 10. Firmin Didot frères. 1827c. str. 119–146. Arhivirano iz prvotnega spletišča dne 30. septembra 2011. Pridobljeno 20. aprila 2011.
- Remarques générales sur l'application du principe de l'analyse algébrique aux équations transcendantes. Zv. 10. Paris: Memoirs of the Royal Academy of Sciences of the Institut de France. 1827d. str. 119–146.
- Mémoire d'analyse sur le mouvement de la chaleur dans les fluides. Zv. 12. Paris: Memoirs of the Royal Academy of Sciences of the Institut de France. 1833. str. 507–530.
- Rapport sur les tontines. Zv. 5. Paris: Memoirs of the Royal Academy of Sciences of the Institut de France. 1821. str. 26–43.

## Poimenovanja in časti
- Leta 1809 je postal Baron de l'Empire.
- Leta 1804 je postal Vitez Legije časti, in nato še častnik Legije časti
- Po njem so leta 1935 poimenovali krater Fourier na Luni.
- Po njem so poimenovali asteroid glavnega pasu 10101 Fourier in otok Île Fourier.
- Njegovo ime je ovekovečeno na Eifflovem stolpu (glej seznam 72 imen na Eifflovem stolpu).
- Po njem se imenuje Univerza Josepha Fourierja Grenoble I.
- Številni priljubljeni avtorji postavljajo Fourierjevo znanstveno dediščino v samo ospredje zgodovine znanosti: Stephen Hawking[25], Ian Stewart[26][27]itd.
- V Auxerru obstaja Društvo Josepha Fouriera[28]
- Leta 1849 so v Auxerru postavili bronasti kip, ki pa so ga med drugo svetovno vojno pretopili za oborožitev.[b]
- Navdihnil je enega od likov v zgodovinskem romanu Le Secret de Champollion.